# كرسول قلبي
كرسول قلبي (الاسم العلمي:Crassula cordata) هو نوع نباتي يتبع جنس الكرسول من فصيلة الكرسولية.